# Oospila dolens
Oospila dolens är en fjärilsart som beskrevs av Druce 1911. Oospila dolens ingår i släktet Oospila och familjen mätare. Inga underarter finns listade i Catalogue of Life.